# Pessic Z

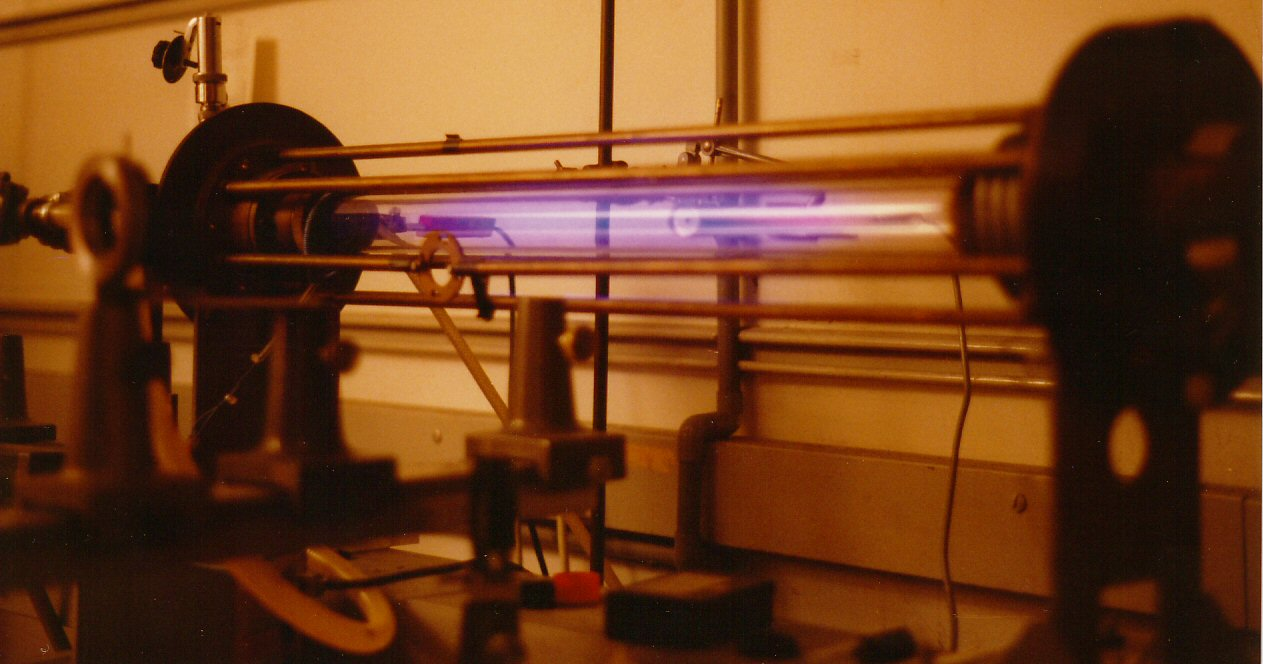
Un pessic Z a escala de laboratori que mostra la resplendor d'un plasma d'hidrogen expandit. El corrent de pessic flueix a través del gas i torna a través de les barres que envolten el vas de plasma

En la investigació de l'energia de fusió, el Z-pinch (zeta pinch) és un tipus de sistema de confinament de plasma que utilitza un corrent elèctric al plasma per generar un camp magnètic que el comprimeix (vegeu pinch). Aquests sistemes s'anomenaven originalment simplement com a pessic o pessic de Bennett (en honor a Willard Harrison Bennett), però la introducció del concepte θ-pinch (pessic theta) va comportar la necessitat d'una terminologia més clara i precisa.

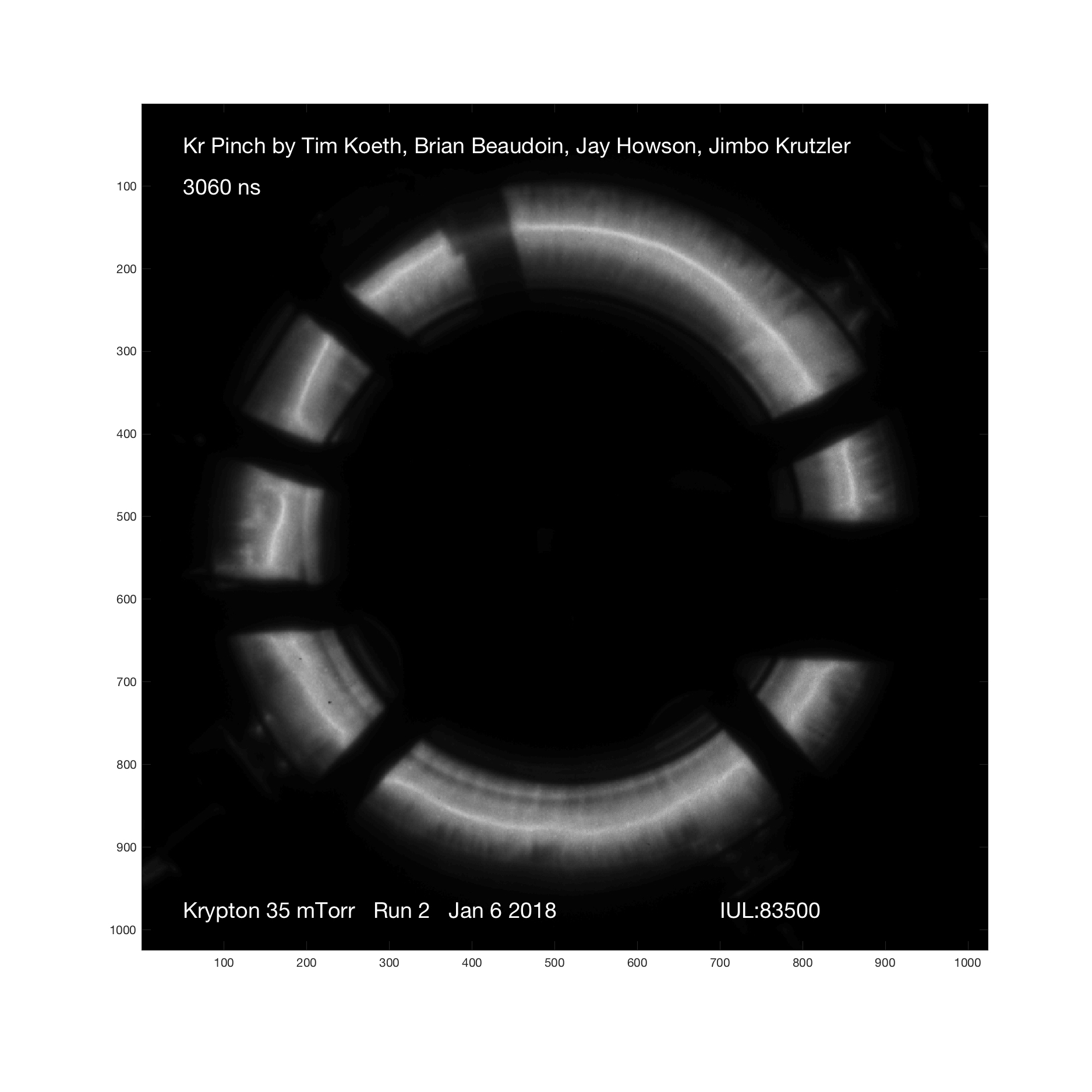
Un pessic Z toroidal acoblat inductivament de mida d'escriptori en un plasma de criptó que mostra una brillantor intensa d'un filament de plasma.

El nom fa referència a la direcció del corrent en els dispositius, l'eix Z en un gràfic cartesià tridimensional. Qualsevol màquina que provoqui un efecte de pessic a causa del corrent que circula en aquesta direcció es coneix correctament com a sistema de pessic Z, i això abasta una gran varietat de dispositius utilitzats per a una varietat igualment àmplia de propòsits. Els primers usos es van centrar en la investigació de la fusió en tubs en forma de donut amb l'eix Z que corre per l'interior del tub, mentre que els dispositius moderns són generalment cilíndrics i s'utilitzen per generar fonts de raigs X d'alta intensitat per a l'estudi d'armes nuclears i altres funcions. És una de les primeres aproximacions als dispositius d'energia de fusió, juntament amb l'estelarador i el mirall magnètic.

## Física
El pessic Z és una aplicació de la força de Lorentz, en la qual un conductor que transporta corrent en un camp magnètic experimenta una força. Un exemple de la força de Lorentz és que, si dos cables paral·lels porten corrent en la mateixa direcció, els cables s'estiraran l'un cap a l'altre. En una màquina de pessic en Z, els cables es substitueixen per un plasma, que es pot considerar com molts cables que transporten corrent. Quan passa un corrent a través del plasma, les partícules del plasma s'estiren unes cap a les altres per la força de Lorentz, de manera que el plasma es contrau. La contracció es veu contrarestada per l'augment de la pressió del gas del plasma.
Com que el plasma és elèctricament conductor, un camp magnètic proper induirà un corrent en ell. Això proporciona una manera d'introduir un corrent al plasma sense contacte físic, la qual cosa és important ja que un plasma pot erosionar ràpidament els elèctrodes mecànics. En dispositius pràctics, això s'organitzava normalment col·locant el recipient de plasma dins del nucli d'un transformador, disposat de manera que el plasma en si fos el secundari. Quan es va enviar corrent al costat primari del transformador, el camp magnètic va induir un corrent al plasma. Com que la inducció requereix un camp magnètic canviant i se suposa que el corrent induït funciona en una sola direcció en la majoria dels dissenys de reactors, el corrent al transformador s'ha d'augmentar amb el temps per produir el camp magnètic variable. Això posa un límit al producte del temps de confinament i del camp magnètic, per a qualsevol font d'energia determinada.
A les màquines de pessic en Z, el corrent es proporciona generalment a partir d'un gran banc de condensadors i s'activa per un buit d'espurna, conegut com a Banc Marx o generador Marx. Com que la conductivitat del plasma és bastant bona, aproximadament la del coure, l'energia emmagatzemada a la font d'energia s'esgota ràpidament en passar pel plasma. Els dispositius de pessic Z tenen una naturalesa inherentment pulsada.